# Емоционална интелигентност
Под емоционална интелигентност (ЕИ) се разбира способността или умението да се възприемат, оценяват и управляват собствените емоции, да се разграничават различните емоции и да се назовават и определят правилно, както и да се използва емоционалната информация, за да бъдат ръководени чрез това мисленето и поведението . Това е относително нова област на изследване в психологията.
Емоционалната интелигентност е обект на различен вид тестове и измервания в психологията.

## Основи на понятието
Идеята за емоционалната интелигентност се появява за пръв път още в ранните трудове на Чарлз Дарвин във връзка със значението на изразяването на емоциите за оцеляването и за адаптацията.  През първото десетилетие на 20 век, въпреки че традиционните определения за интелигентност придават особено значение на когнитивни аспекти като памет и решение на задача, някои влиятелни изследователи в областта на интелигентността започват да признават важността на некогнитивния аспект. Така например още през 1920 г. Е. Л. Торндайк от Колумбийския университет използва термина социална интелигентност, за да опише умението на субекта да разбере и управлява други хора.
Дейвид Уекслър на свой ред описва през 1940 г. влиянието на неумствените фактори върху интелигентното поведение и подкрепя становището си с аргумента, че нашите модели на интелигентността няма да са завършени, ако не можем адекватно да опишем тези фактори. През 1975 година в книгата си Frames of Mind: The Theory of Multiple Intelligences Хауърд Гарднър формулира идеята за множествената интелигентност. Тя включва едновременно междуличностна интелигентност (способността да се разбират намеренията, мотивациите и желанията на другите хора) и вътреличностна интелигентност (способността на човек да разбира себе си, своите чувства, страхове и мотивации). Според виждането на Гарднър традиционните типове интелигентност, например IQ, не успяват да дадат пълно обяснение на когнитивната способност . Ето защо, въпреки промените в наименованието на понятието, остава общото разбиране, че традиционните дефиниции на интелигентността не са в състояние напълно да обяснят резултатите от действията.
Обикновено се приема, че първата употреба на понятието „емоционална интелигентност“ е в докторската дисертация от 1985 г. на Уейн Пейн „Изследване на емоцията: Развитието на емоционална интелигентност“ . На практика обаче за пръв път то е употребено от Лойнер (1966). Грийнспан (1989) предлага модел на ЕИ, последван от Питър Салови и Джон Майър (1990) и Голман (1995).
В резултат на нарастващото признаване в професионалните среди на значението и уместността на емоциите за получаване на резултати , изследванията по темата се увеличават, но терминът е широко популяризиран едва след публикуването на бестселъра на Даниел Голман Емоционална интелигентност: защо може да има по-голямо значение от IQ  Статията на Нанси Гибс, публикувана през 1995 г. в списание Таймс, за пръв път привлича читателското внимание върху книгата на Голман, с което поставя началото и на големия медиен интерес към ЕИ . Впоследствие започват да се появяват все повече и повече статии за ЕИ както в специализираната преса за академичните кръгове, така и за масовия читател.